# Bukowa Góra (Góry Kamienne)
Bukowa Góra (734 m n.p.m., niem. Stein Hűgel, Buchen-Berg lub Langer Berg, cz. Jedlový vrch) – góra graniczna w południowo-zachodniej Polsce i północnych Czechach, w Sudetach Środkowych, w Górach Kamiennych.
Wzniesienie położone jest na polsko-czeskiej granicy państwowej, w Sudetach Środkowych, w Górach Kamiennych, w środkowej części pasma Gór Suchych (Javoří hory), na południe od miejscowości Głuszyca, pomiędzy Rarogiem a Kopińcem.
Jest to wzniesienie zbudowane z permskich skał wylewnych - melafirów (trachybazaltów).
Wzniesienie w całości porośnięte lasem świerkowym i świerkowo-bukowym regla dolnego. Przez szczyt przechodzi granica państwowa z Czechami. Czeska, zachodnia część wzniesienia znajduje się w Obszarze Chronionego Krajobrazu Broumovsko.

## Turystyka
Przez szczyt przechodzi szlak turystyczny:
- zielony – szlak graniczny prowadzący wzdłuż granicy z Tłumaczowa do Przełęczy Okraj,

a poniżej wierzchołka, po czeskiej stronie:
- niebieski – szlak prowadzący z Meziměstí do Broumova przez Ruprechticki Szpiczak.